# غريس أبوت
غريس أبوت (بالإنجليزية: Grace Abbott)‏ هي عاملة إجتماعية أمريكية، ولدت في 17 نوفمبر 1878 في غراند إيسلاند في الولايات المتحدة، وتوفيت في 19 يونيو 1939 في شيكاغو في الولايات المتحدة بسبب ورم نخاعي متعدد.

## وصلات خارجية
- غريس أبوت على موقع الموسوعة البريطانية (الإنجليزية)
- غريس أبوت على موقع إن إن دي بي (الإنجليزية)